# الصرفة (نجم)
الصَّرْفَة أو ذَنَب الأسد أو ذَنَب الليث أو قطب الأسد أو بيتا الأسد (باللاتينية: Beta Leonis أو β Leonis) هو ثاني ألمع نجوم كوكبة الأسد حيث يبلغ قدره 2,14، بينما هو النجم الـ 60 من حيث اللمعان في السماء كلها، ويبعد عنا 36 سنة ضوئية ويبلغ إضاءته 15 ضعف إضاءة الشمس. وهو يقع في أقصى يسار الكوكبة. وهو نجم متغير نباض أي أن القدر الظاهري لضوئه يتغير بما بين 0,003 و0,9 كل بضعة ساعات. تبلغ حرارته 8500 كلفن تقريباً، وتبلغ كتلته 1,75 كتلة شمسية.

## التأثيل
سمي نجم الصرفة بهذا الاسم لانصراف الحر عند طلوعه وانصراف البرد عند سقوطه.

## خصائص
يظهر نجم الصرفة فائض قوي من الأشعة تحت الحمراء، ما يعني وجود قرص نجمي دوار متكون من الغبار البارد في مدار حوله. وكما يعتقد أن نظامنا الشمسي ولد من قرص نجمي، نجم الصرفة والنجوم المشابهة له مثل النسر الواقع وبيتا آلة المصور نجوم مرشحة لتمتلك كواكب خارج المجموعة الشمسية. الغبار المحيطة بنجم الصرفة لديه درجة حرارة حوالي 120 كلفن (−153 درجة مئوية). وفر المقراب الفضائي هيرشل صور والملاحظات عن القرص تظهر انه موجودا في دائرة نصف قطرها 39 وحدات الفلكية عن النجم، أو 39 ضعف المسافة من الأرض إلى الشمس.
أظهرت الدراسات الحركية لنجم الصرفة انه جزء من عنقود يطلق عليه اسم IC 2391. كل النجوم في هذه المجموعة تتشارك في الحركة عبر الفضاء تقريبا على الرغم من أنها غير مربوطة بفعل الجاذبية. هذا يشير إلى أنهم ولدوا في نفس الموقع، وربما شكلت في البداية مجموعة مفتوحة. نجوم أخرى في المجموعة تشمل نجم الغميصاء والعنقود المفتوح IC 2391. في المجمل، تُعُرّف على أكثر من ستين جرمًا محتملاً في المجموعة.

## أنطر أيضا
قائمة أسماء النجوم العربية